# Фолклендский кризис (1770)
Фолклендский кризис 1770 года — дипломатическое противостояние между Британией и Испанией за обладание Фолклендскими островами в южной части Атлантического океана. Эти события едва не стали причиной войны между Францией, Испанией и Великобританией — страны были готовы направить военно-морские силы в бесплодные, но стратегически важные территории. В конечном счёте отсутствие поддержки французами испанцев погасило напряженность, и Испания и Великобритания достигли шаткого компромисса, по условиям которого обе страны сохранили свои поселения.

## Предыстория
Ряд английских и испанских историков заявляли, что именно их исследователи открыли эти острова, что привело к претензиям с обеих сторон на основании права первооткрытия. В 1690 году английский моряк Джон Стронг, капитан корабля Welfare, прошел между двумя главными островами и назвал пролив Фолклендский канал (современный Фолклендский пролив) в честь одного из лордов Адмиралтейства, Энтони Кэри, виконта Фолкленда. Позже архипелаг получил английское название по этому проливу.
На протяжении XVII века английское правительство собиралось заявить суверенитет, но только в 1748 году — после доклада адмирала Лорда Ансона — Лондон начал уделять ему внимание всерьез. Испания заявила Великобритании протест по поводу запланированной экспедиции на Фолклендские острова, и Великобритания отказалась от своего проекта. Неустойчивое равновесие могло продолжаться долго, если бы в конфликт не вмешалась третья сторона — Франция.
После Семилетней войны французы стремились улучшить свои позиции в Южной Атлантике. Луи Антуан де Бугенвиль высадился на Фолклендских островах с целью создания постоянной базы в поселении Порт-Луи (см. Французская оккупация Мальвинских островов). В 1765 году уже британцы под командованием Джона Байрона осуществили высадку на западный остров — в Порт-Эгмонт. Французам было о ней неизвестно. Уступая давлению со стороны Испании французы передали Порт-Луи (переименованный в Пуэрто-Соледад) своему ближайшему союзнику, притом что те и другие не знали о британском присутствии, пока в декабре 1769 года не были замечены несколько кораблей.

## Кризис
В июне 1770 года испанский губернатор Буэнос-Айреса Букарели направил пять фрегатов под командованием генерала де Мадарьяга в Порт-Эгмонт, где они высадили около 1400 морских пехотинцев и артиллерию. Коммандер Джордж Фрамер, во главе небольшого британского отряда охранявший форт, в ответ на письмо де Мадарьяга ответил, что намерен защищаться в меру своих сил, но когда испанцы открыли огонь, сделал два номинальных выстрела из пушки и капитулировал. Британское имущество было описано, а им самим было позволено вернуться домой на борту Favourite.
На открывшейся ноябрьской сессии Парламента депутаты были возмущены таким оскорблением национального достоинства, и потребовали от правительства Норта действий. Многие были разозлены тем, что, по их мнению, Британия не предотвратила французскую аннексию Корсики в 1769 году, и опасались повторения подобной ситуации на Фолклендах. Министерство иностранных дел «начало мобилизацию на случай возможной войны».
Среди этого шквала угроз и контр выпадов испанцы, пытаясь укрепить свои позиции, искали поддержки Франции — ссылаясь на Pacte de Famille между двумя домами Бурбонов. Некоторое время казалось, что все три страны были готовы начать войну, тем более что герцог де Шуазёль, французский военный министр и министр иностранных дел, был в воинственном настроении. Но Людовик XV испугался, сказав своему двоюродному брату Карлу III, «мой министр желает войны, но я нет». Шуазёль был отстранен от должности, удалился в своё имение, а без французской поддержки испанцы были вынуждены искать компромисса.
22 января 1771 года принц Массеран (испанский посол) зачитал декларацию, согласно которой король Испании:

…осуждает насильственные действия Букарели… и [обещает] вернуть порт и форт именуемый Эгмонт со всей артиллерией и припасами, согласно описи

Испания только лишь вернула Порт-Эгмонт во владение Британии и сделала оговорку о своих суверенных прав в отношении Фолклендских островов и архипелага в целом:
[...] Князь Массеран в то же время заявляет от имени своего государя, что обязательство Его Католического Величества восстановить порт и форт, именуемые Эгмонт, во владении Его Британского Величества, не могут и не должны никоим образом повлиять на решение вопроса об уже существующих суверенных правах в отношении Мальвинских островов, иначе именуемых Фолклендскими островами.
Эта уступка была принята графом Рокфордом, который от имени своего суверена заявил, что принц Массеран, будучи уполномочен Его католическим величеством

[…] предлагать, от имени его величества, королю Великобритании удовлетворение за нанесенную ему путём отнятия порта Эгмонт обиду,… [и подписав данное соглашение показал, что Его католическое величество] осуждает экспедицию против Порт-Эгмонт и предпринимает шаги к возвращению его, в состоянии в котором он был до 10 июня 1770 года, так что Его британское величество будет рассматривать упомянутую декларацию, в сочетании с выполнением до конца данного соглашения, как удовлетворение, данное его католическим величеством за урон, нанесенный короне Великобритании.
Оригинальный текст (англ.)to offer, in his majesty's name, to the King of Great Britain, a satisfaction for the injury done him, by dispossessing him of port Egmont;" and, having signed a declaration, expressing that his catholick majesty "disavows the expedition against port Egmont, and engages to restore it, in the state in which it stood before the 10th of June, 1770, his Britannick majesty will look upon the said declaration, together with the full performance of the engagement on the part of his catholick majesty, as a satisfaction for the injury done to the crown of Great Britain

В декларации Массерана не упоминаются никакие законные компенсации или же восстановление суверенных прав. В заявлении речь идёт только о возврате имущества во владение Британии, а не о реституции архипелага в целом – не об островах Тринидад/Сондерс (где располагалось британское поселение) или же о расположенном поблизости острове Гран-Мальвина/Западный Фолкленд, но только о «порте и форте, именуемых Эгмонт». В декларации Массерана говорится лишь о физическом возврате порта и форта, находившихся во владении британцев. Британцы ничего не говорят о восстановлении своих предполагаемых суверенных прав, но констатируют возвращение фактического статус-кво, а также не упоминают оговорку о суверенных правах, сделанную Испанией в последнем абзаце декларации, что означает молчаливое принятие оговорки. Французский представитель в Лондоне обратил внимание на этот момент, указав следующее:
Получив текст с оговоркой и не выдвинув возражений, Англия негласно признала права Испании, которые […] обрели новое подтверждение в силу молчания Англии.
Британское правительство было радо принять всё вышеупомянутое в качестве сатисфакции за оскорбление чести, запятнанной принудительным выдворением с островов, и не выдвигало требований относительно признания якобы имевшихся у Британии суверенных прав.

## Последствия
Британцы восстановили базу в Порт-Эгмонт и вопрос суверенитета островов был попросту снят. Сэмюэл Джонсон, рассматривая последствия кризиса в брошюре Thoughts on the late transactions respecting Falkland’s Islands, написал:
Выяснить, представляло ли собой поселение в порте Эгмонт нарушение прав Испании, означало бы вступить в дискуссию, которая в силу неуступчивости политиков-спорщиков могла бы продолжаться бесконечно. Поэтому мы призывали к реституции, причём не в качестве способа признания прав, но в качестве репарации в связи с тем, что был затронут вопрос чести, [...].
Кризис значительно укрепил позиции премьер-министра Великобритании лорда Норта и во время Американской войны за независимость способствовал представлению, что Франция не посмеет вмешаться в британские колониальные дела. В то же время он положил конец карьере герцога де Шуазёля, который в дальнейшем не занимал никаких серьёзных постов во французском правительстве. Однако вскоре пришедший к власти Верженн разделял точку зрения Шуазеля о необходимости возвращения британских захватов в Семилетнюю войну и восстановления баланса сил, чем создал предпосылки для участия Франции в будущей американской войне.